# Ozyptila khasi
Ozyptila khasi är en spindelart som beskrevs av Benoy Krishna Tikader 1961. Ozyptila khasi ingår i släktet Ozyptila och familjen krabbspindlar. Inga underarter finns listade i Catalogue of Life.